# لیسا پاول
لیسا پاول (انگلیسی: Lisa Powell؛ زادهٔ ۸ ژوئیه ۱۹۷۰) بازیکن هاکی روی چمن اهل استرالیا بود.
وی در مسابقات کشوری و بین‌المللی در مجموع برندهٔ ۱۰ مدال طلا، ۲ مدال نقره، ۱ مدال برنز شده‌است.